# Ментона
Менто́на или Ментон (фр. Menton [mɑ̃tɔ̃], Манто́н, окс. Menton [meⁿˈtaⁿ], итал. Mentone) — курортный город, порт и коммуна на юго-востоке Франции на Лазурном Берегу Средиземного моря, в 30 км от города Ниццы в регионе Прованс — Альпы — Лазурный берег, департамент Приморские Альпы, округ Ницца, кантон Ментона. До марта 2015 года коммуна являлась административным центром упразднённых ныне кантонов Западная Ментона и Восточная Ментона (округ Ницца).
Площадь коммуны — 71,00 км², население — 27 955 человек (2006) с тенденцией к стабилизации: 29 073 человека (2012), плотность населения — 1710,2 чел./км².

## Географическое положение
Ментона — город-курорт на Лазурном Берегу на Французской Ривьере, последний французский город перед итальянской границей: по ту сторону границы — Вентимилья. Ментона отличается очень мягким климатом, благодаря которому в городе имеются многочисленные сады и парки.

## История
До 1848 года город входил в княжество Монако. Сначала перешёл под контроль Сардинского королевства, а затем, в 1860, оказался в руках Наполеона III. Передача сделана по требованию его жителей. Карл III передал Ментону Франции для признания независимости Монако.
В годы Второй мировой войны город являлся крупнейшим центром Итальянской оккупационной зоны Франции.
В Ментоне была конечная остановка скорого поезда «Голубой экспресс», курсировавшего между Кале и Лазурным берегом в 1886—2007 годах.

## Население
Население коммуны в 2011 году составляло 28 926 человек, а в 2012 году — 29 073 человека.
| 1962  | 1968  | 1975  | 1982  | 1990  | 1999  | 2006  | 2011  | 2012  |
| ----- | ----- | ----- | ----- | ----- | ----- | ----- | ----- | ----- |
| 19904 | 25040 | 25143 | 25086 | 29141 | 28812 | 27655 | 28926 | 29073 |

Динамика численности населения:

## Экономика
В 2010 году из 17 523 человек трудоспособного возраста (от 15 до 64 лет) 12 940 были экономически активными, 4583 — неактивными (показатель активности 73,8 %, в 1999 году — 70,4 %). Из 12 940 активных трудоспособных жителей работали 11 492 человека (5939 мужчин и 5553 женщины), 1448 числились безработными (630 мужчин и 818 женщин). Среди 4583 трудоспособных неактивных граждан 1595 были учениками либо студентами, 1515 — пенсионерами, а ещё 1473 — были неактивны в силу других причин.
На протяжении 2010 года в коммуне числилось 15 119 облагаемых налогом домохозяйств, в которых проживало 26 275,5 человек. При этом медиана доходов составила 19 477 евро на одного налогоплательщика.

## Культура
С XV века в Ментоне выращиваются цитрусовые, в первую очередь лимоны. Лимон является символом города; местные лимоны высоко ценятся благодаря своему насыщенному вкусу и аромату. Ежегодно в конце февраля — начале марта в городе проходит фестиваль лимонов, в рамках которого организуется праздничное шествие и создаются многочисленные композиции из цитрусовых.
С 1950 года каждое лето в городе проходит Фестиваль камерной музыки в Ментоне с участием известных мировых исполнителей.

## Достопримечательности
- Собор Святого Архангела Михаила, построенный в 1619 году.
- Бастион в порту Ментоны, который был сооружён в открытом море князьями Монако. Сегодня это музей Жана Кокто.
- Мэрия: свадебный зал был декорирован в 1950-х годах Жаном Кокто.
- Церковь Пресвятой Богородицы и Николая Чудотворца.
- Скорбященская часовня на русском кладбище.
- Русское кладбище «Старый замок».

## Персоналии
Умерли в Ментоне:
- испанский писатель Висенте Бласко Ибаньес;
- французский писатель Этьен Лоредан Ларше;
- британский художник Обри Бёрдслей (похоронен на местном кладбище Трабюке);
- советский деятель Анатолий Луначарский, назначенный полпредом СССР в Испании.
- Адмирал Иван Григорович, военно-морской министр России в 1911 — 1917 годах.

## Галерея

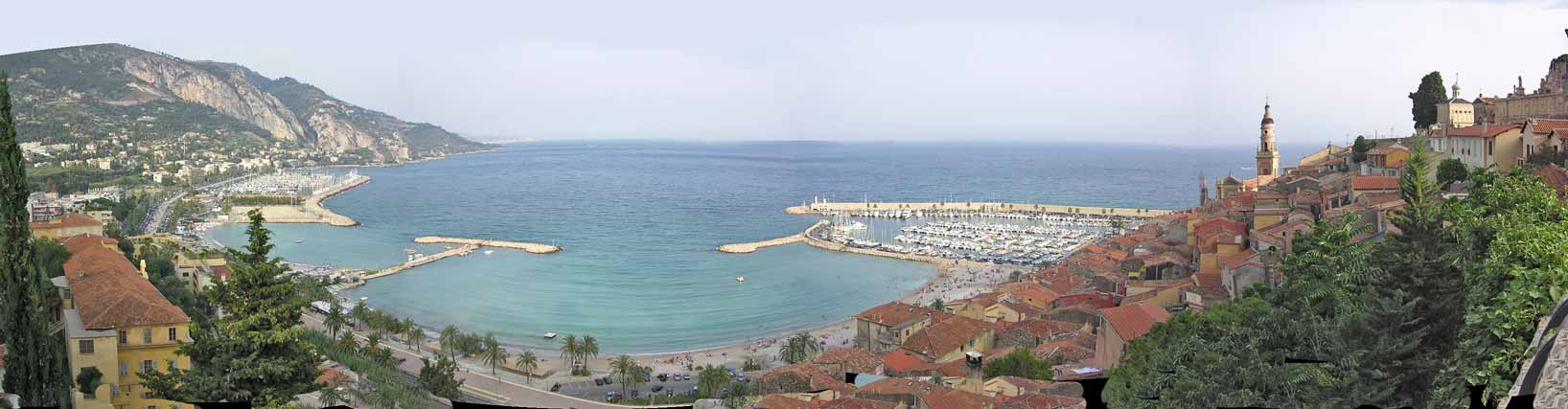
Панорама города и порта

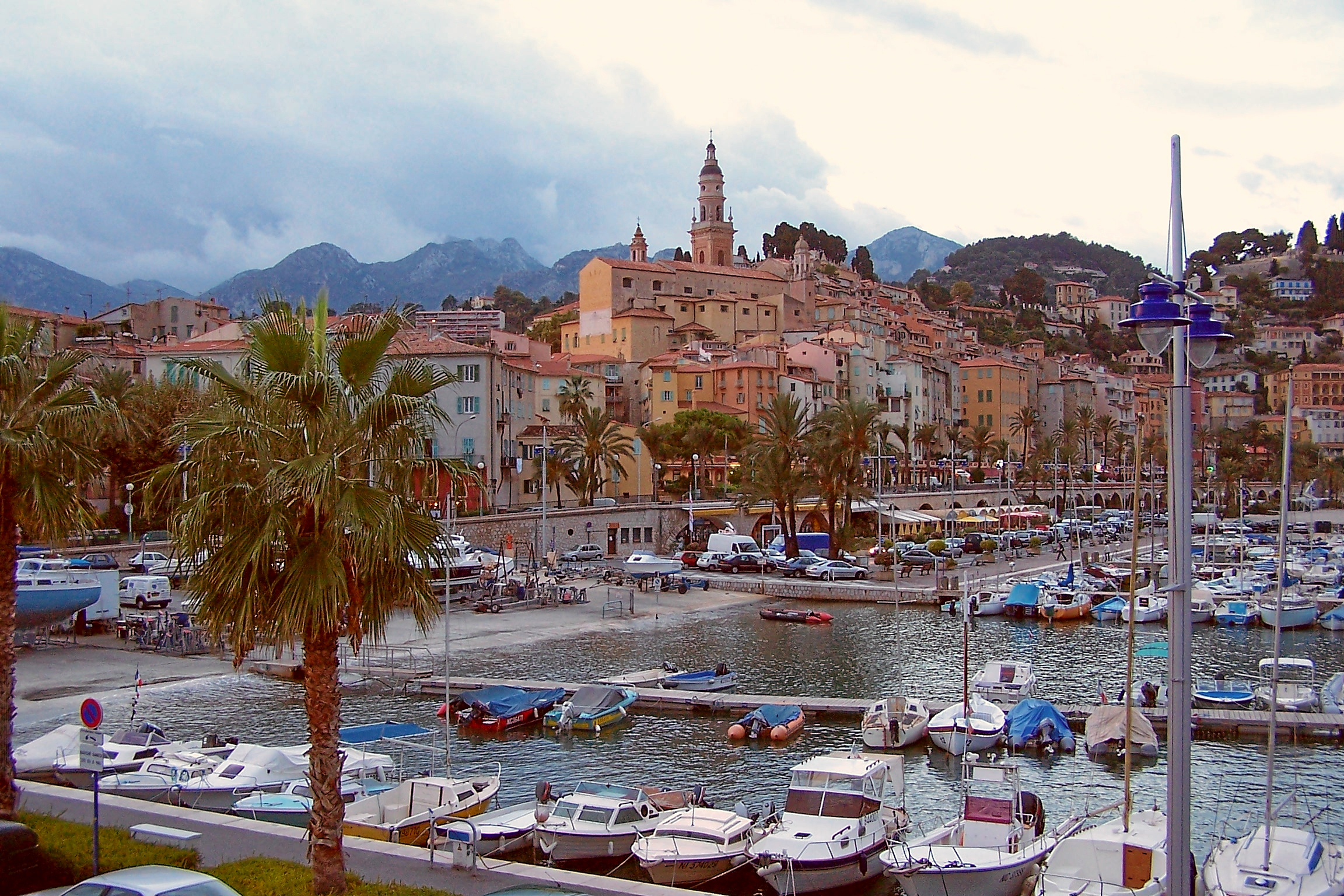
В старом городе
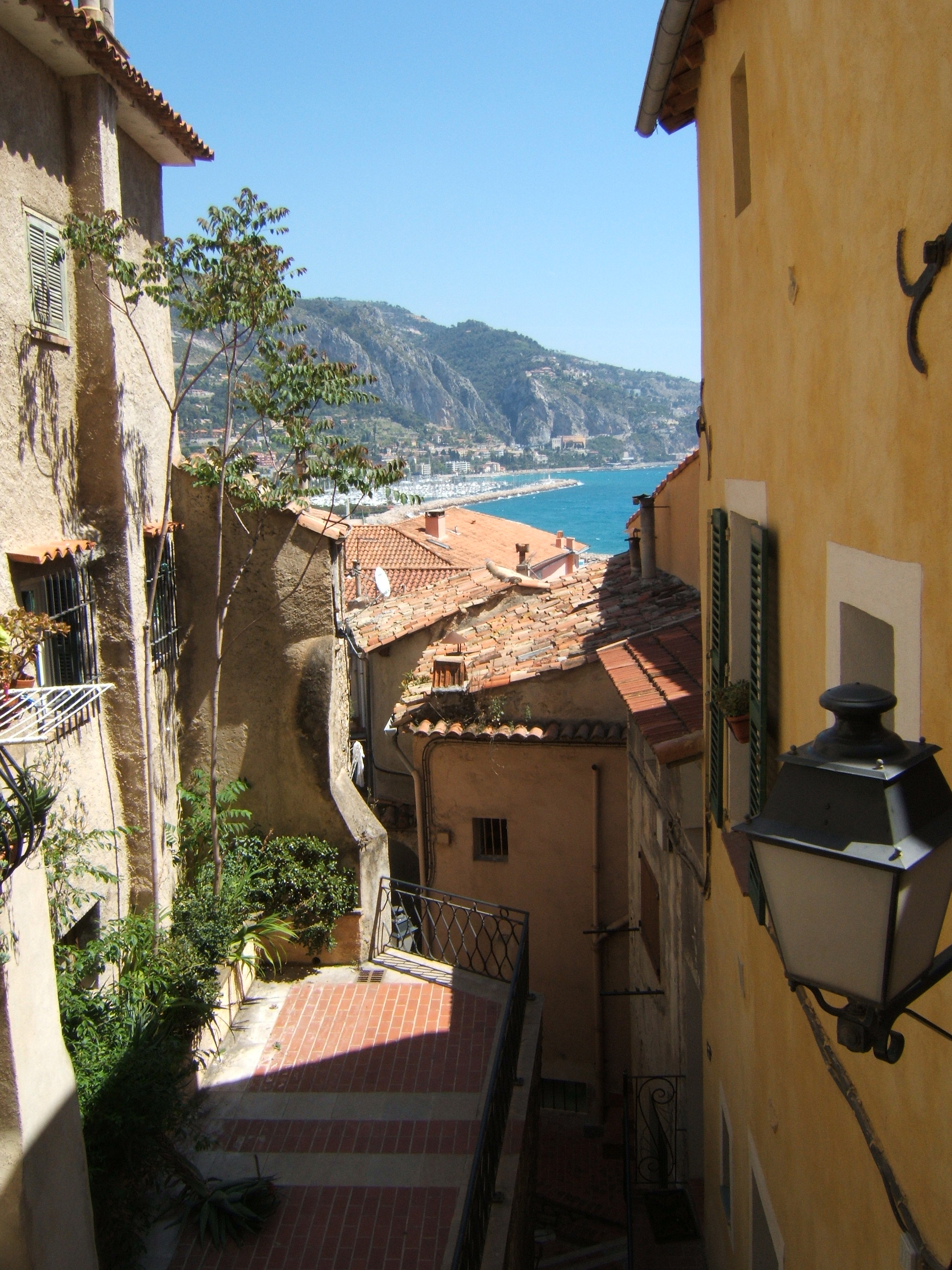
Средневековая улочка
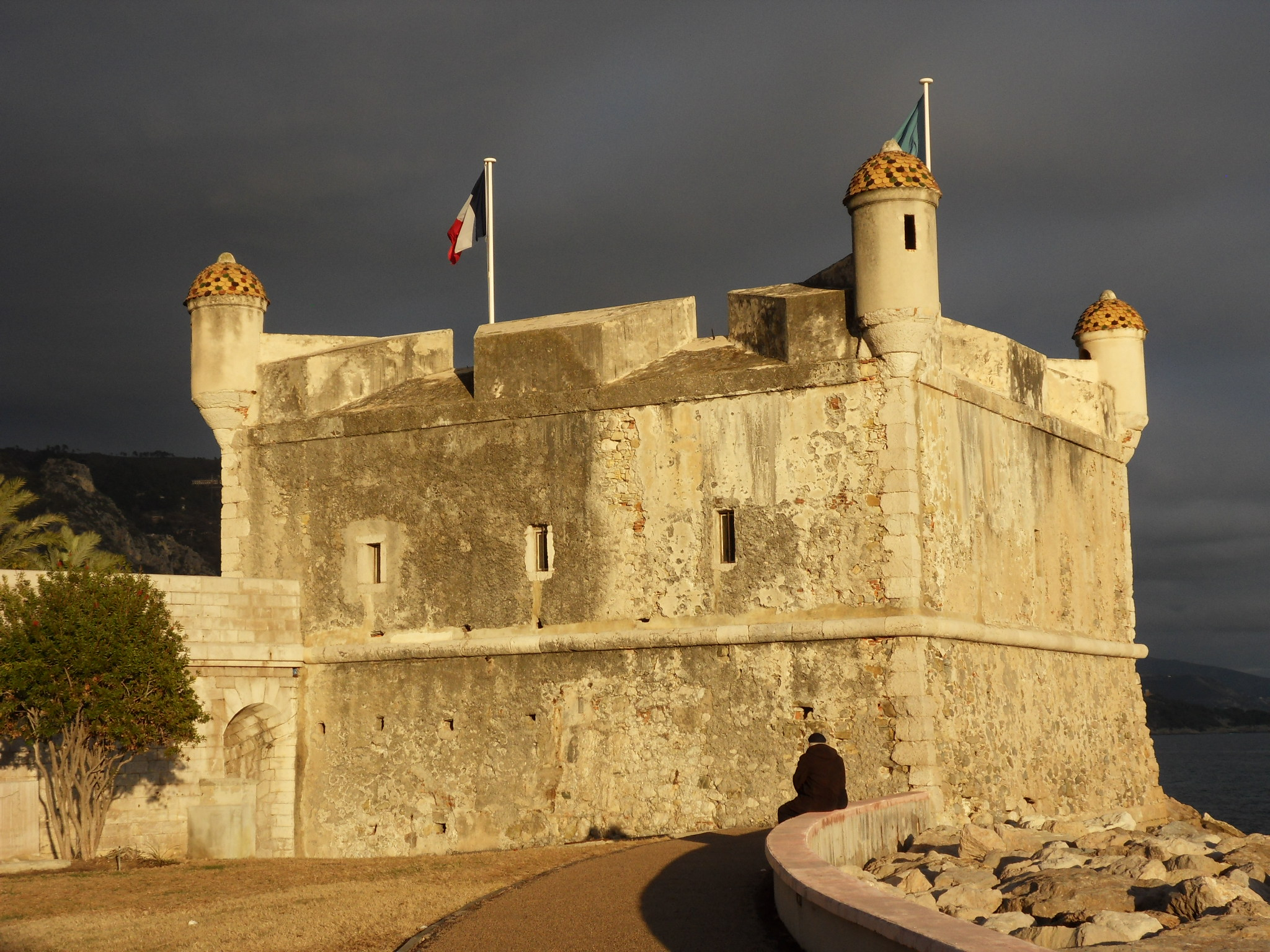
Бастион (1636 — 1639)
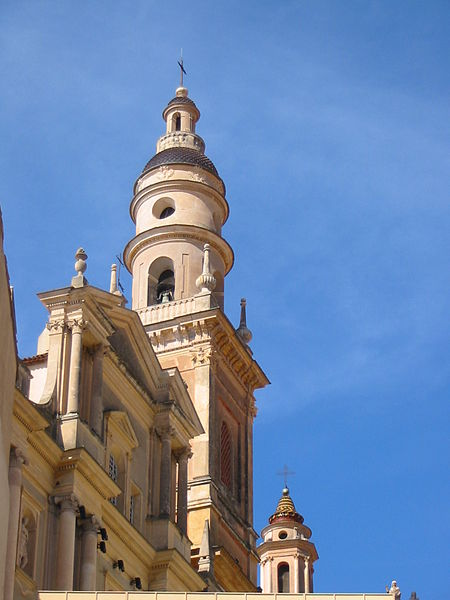
Базилика Архангела Михаила
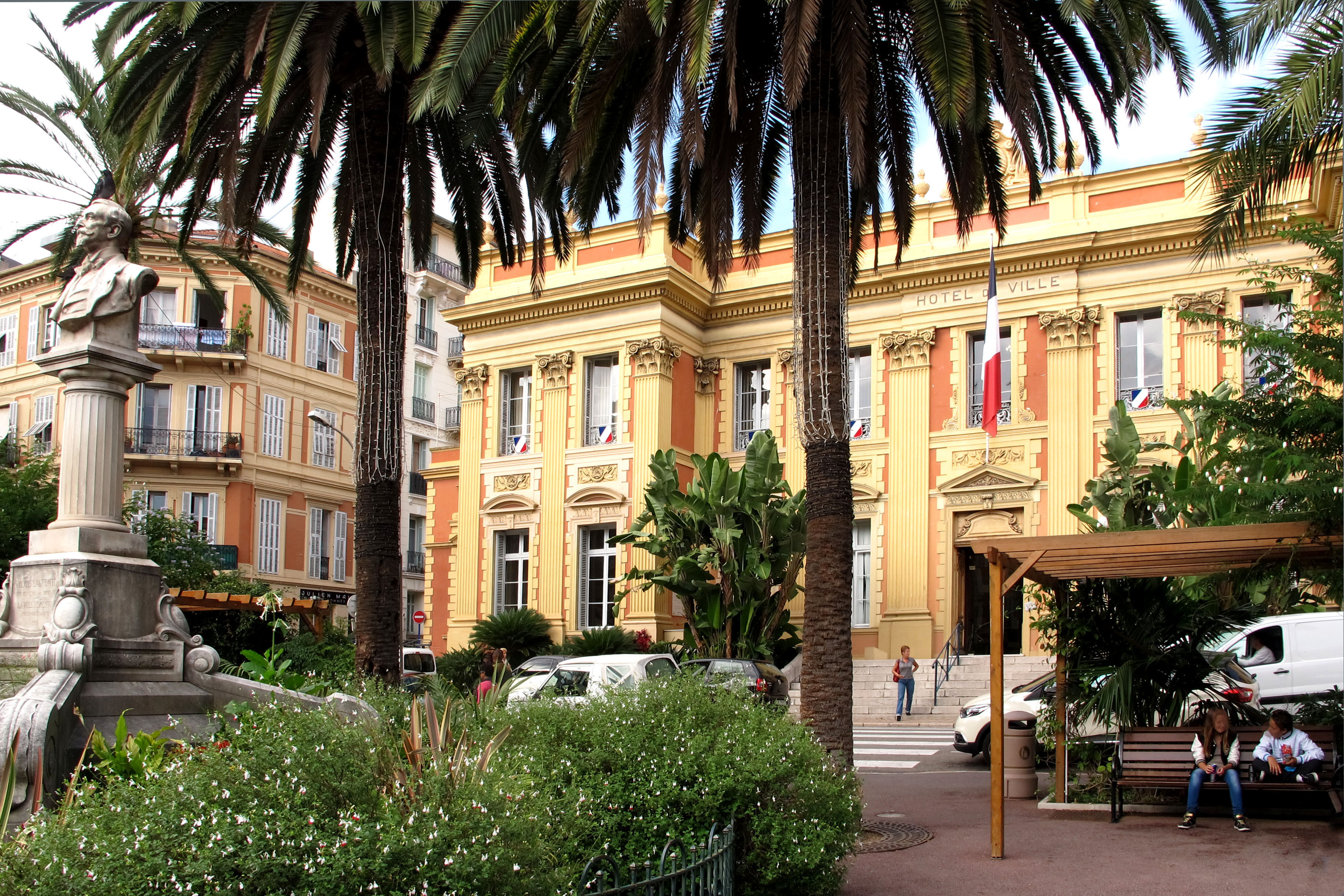
Здание мэрии

## Города-побратимы
- Монтрё, Швейцария (1953)
- Нордвейк, Нидерланды (1953)
- Намюр, Бельгия (1958)
- Баден-Баден, Германия (1962)
- Нафплион, Греция (1966)
- Сочи, Россия (1966)
- Валенсия, Испания (1982)
- Лагуна-Бич, США[12]